# Steve Jackson Games
Steve Jackson Games är ett spelföretag som främst producerar rollspel, kortspel och brädspel. Företaget grundades 1980 av Steve Jackson och han är själv företagets flitigaste speldesigner.

## Utgivna spel i urval
- GURPS (1986-) - ett rollspelssystem som kan anpassas till vilken miljö som helst.
- In Nomine (1997-) - ett rollspel om kampen mellan himmel och helvete.
- Illuminati (1998-) - ett kortspel om den allra största konspirationen.
- Chez Geek (1999-) - ett kortspel om konsten att slacka.
- Munchkin (2001-) - ett kortspel om konsten att vara kobold.
- Ninja Burger (2003-) - ett kortspel där man förvandlas till en livsfarlig ninja... som levererar hamburgare.